# Ute Wimpff
Ute Wimpff ist eine deutsche Autorin von Märchenbüchern für Kinder.

## Leben
Wimpff lebt und arbeitet als Heilpraktikerin in Stuttgart. 2012 veröffentlichte sie mit der Märchensammlung Mayas Märchengarten ihr erstes Buch. Die Einnahmen aus dem Verkauf in Höhe von 10.000 Euro kamen dem Kinderhospiz an der Diemershalde zugute. Auch den Erlös ihres zweiten Buchs Hexenglut und Zaubermacht, eine Märchensammlung und ein Werkbuch, spendete sie dem Kinderhospiz. Der Verein „Märchengilde“ und der Kiwanis-Club hatten die Buchproduktion unterstützt, letzterer mit dem mit 3000 Euro dotierten zweiten Platz beim Kiwanis-Preis 2014.

## Publikationen
- Mayas Märchengarten, J.Ch. Mellinger Verlag, Stuttgart 2012
- Hexenglut und Zaubermacht, J.Ch. Mellinger Verlag, Stuttgart 2015
- Gespräche mit dem Planeten Erde, Erfahrungen eines spirituellen Mediums mit anderen Bewusstseinsebenen. Verlag: edition winterwork, ISBN 978-3-96014-765-7